# Basilique Notre-Dame de Tongre
Pour les articles homonymes, voir Basilique Notre-Dame et Notre-Dame.
Ne pas confondre avec la Basilique Notre-Dame de Tongres
La basilique Notre-Dame de Tongre, située à Tongre-Notre-Dame, un village au sud de Ath, dans le Hainaut occidental (Belgique), est un très ancien lieu de pèlerinage marial, qui remonterait à 1081. La basilique actuelle date de 1777 ; elle fut construite sur les fondations d’une église gothique du XIIIe siècle.

## Légende et histoire

### Origine miraculeuse
Le 1er février 1081, un certain Hector, seigneur du lieu, a une apparition de la Vierge Marie dans son jardin. La Vierge est entourée de lumière et de musique. Une heure plus tard, il ne reste de cela qu'une statuette, que le curé du village de Tongre (aujourd'hui Tongre-Saint-Martin) s'empresse de placer dans son église.
Mais le lendemain la statue de Notre-Dame, mystérieusement, se trouve à nouveau dans le jardin, cette fois encore enveloppée de lumière et musique. Le miracle se reproduit ainsi deux fois. Le seigneur consulte l’évêque de Cambrai, Gérard II, qui, après enquête, reconnait les faits et autorise le culte. Il fait construire une chapelle sur le lieu de ces extraordinaires événements pour y abriter la petite statue miraculeuse de la Vierge, qui bientôt sera connue comme Notre-Dame de Tongre.

### Développement des pèlerinages
Dès 1093 une « confrérie de Notre-Dame de Tongre » est créée et approuvée par le pape Urbain II. Le lieu attire immédiatement un grand nombre de pèlerins, d'autant plus que des témoignages de miracles et faveurs accordées par la Vierge-Marie commencent à circuler. Aussi la chapelle primitive est-elle remplacée au XIIIe siècle par une église. 
En 1642, l'abbé Georges Huart, curé de la paroisse, écrit une Histoire admirable de Tongre-Notre-Dame qui relate un nombre impressionnant de prodiges et miracles. Ils sont loin d'être tous crédibles mais le livre fait montre de la grande ferveur qui entoure le sanctuaire de Notre-Dame de Tongre.
Des personnages importants visitent le sanctuaire et s'agenouillent devant Notre-Dame de Tongre : Philippe I, roi de France, Marie-Thérèse d’Espagne, Marie-Henriette de Belgique, et d'autres. En hommage à la Vierge, ils font des présents (couronne en or, chasubles tissées d'or ou d'argent, croix-reliquaires, somptueux vêtements pour la Madone, etc) qui forment au fil des temps le trésor de la basilique.
À partir du XVIIe siècle, le culte se répand au-delà des Pays-Bas méridionaux et France septentrionale. En 1777, une nouvelle église est construite, d'après les plans de l'architecte F. J. Demarbaix. Des prêtres belges répandent le culte. Le village de Troisvilles près de Cambrai lui a dédié son église. Le baron Empain qui est à la base de la construction d'Héliopolis (Égypte) y a construit une église dédiée à Notre-Dame de Tongre. Il semble bien qu'il y en ait une autre à Tch'eng Koan in en Chine.
L'église de Tongre-Notre-Dame est érigée en basilique mineure par le pape Pie XII en 1951.

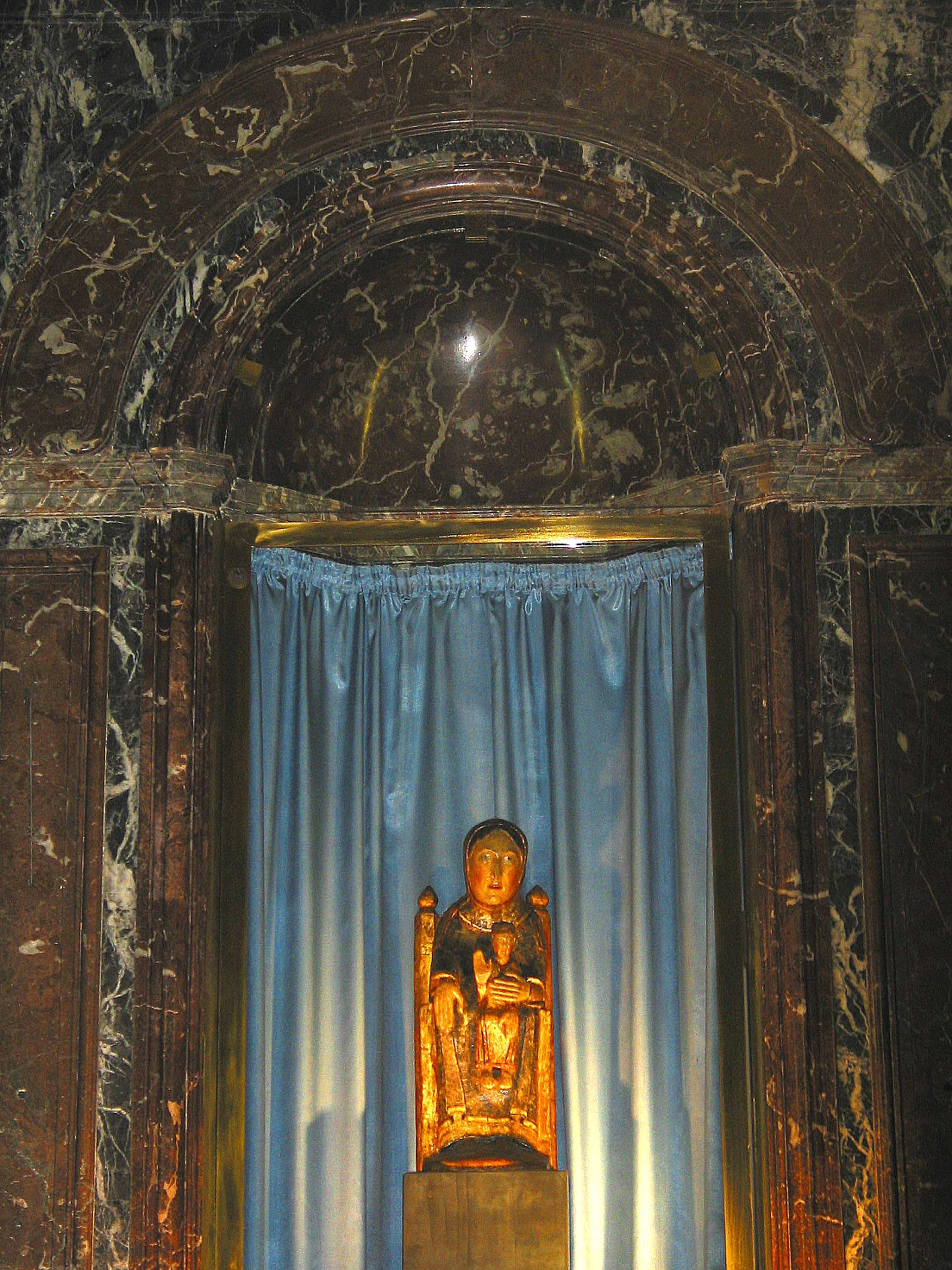
Notre-Dame de Tongre

### Patrimoine artistique
- La statue de Notre-Dame de Tongre, est une représentation de la Madone, assise (sur un siège qu'on ne peut appeler "trône") et tenant sur ses genoux un Jésus aux traits d'adulte. Sculptée dans du bois de poirier elle parait figée: l'art en est primitif et plutôt de style byzantin que roman. Sa grande antiquité (XIe siècle) est certaine. Depuis 1994, l'authentique statue est à nouveau exposée sur l'autel du bas-côté gauche. Elle ne sort que pour les deux processions publiques qui ont lieu le jour de sa fête, le 2 février. (Chandeleur) et le dernier dimanche de septembre. Depuis août 2020,la statue miraculeuse a été classée "trésor de la fédération Wallonie-Bruxelles.
- Un triptyque datant de 1600 est un don d'une béguine anversoise. Les trois tableaux illustrent des scènes (ou mystères) de la vie de la Vierge Marie : la présentation de Marie au Temple, la nativité de Jésus et la présentation de Jésus au Temple de Jérusalem.
- Les lambris du sanctuaire, autour du maître-autel, sont surmontés de bas-reliefs du XIXe siècle : ils retracent quelques faits saillant de l'histoire de Tongre-Notre-Dame.

## Culte et vénération
La fête principale du Notre-Dame de Tongre est le 2 février, plus exactement dans la nuit du 1 au 2 février, date anniversaire de son arrivée dans le jardin du visionnaire Hector. Lors d'une procession aux flambeaux, la statue emprunte la rue Tour de la Vierge, un circuit institué par Gérard II (évêque de Cambrai), le 17 février 1081.
Des pèlerins visitent la basilique tout au long de lannée, pour lesquels diverses activités sont organisées. Le mois de septembre est un mois de vénération particulière. La seconde procession qui comporte des groupes religieux a lieu le dernier dimanche de septembre. Notre-Dame de Tongre est vénérée comme une « mère affectueuse ». Elle est la patronne des familles blessées et désunies. Les poètes, écrivains et étudiants l'invoquent également.
Le 16 octobre 2015, une relique ex ossibus du bienheureux Charles d'Autriche, monarque pieux envers la Vierge, a été intronisée à la basilique.